# Sông Anyuy (vùng Khabarovsk)

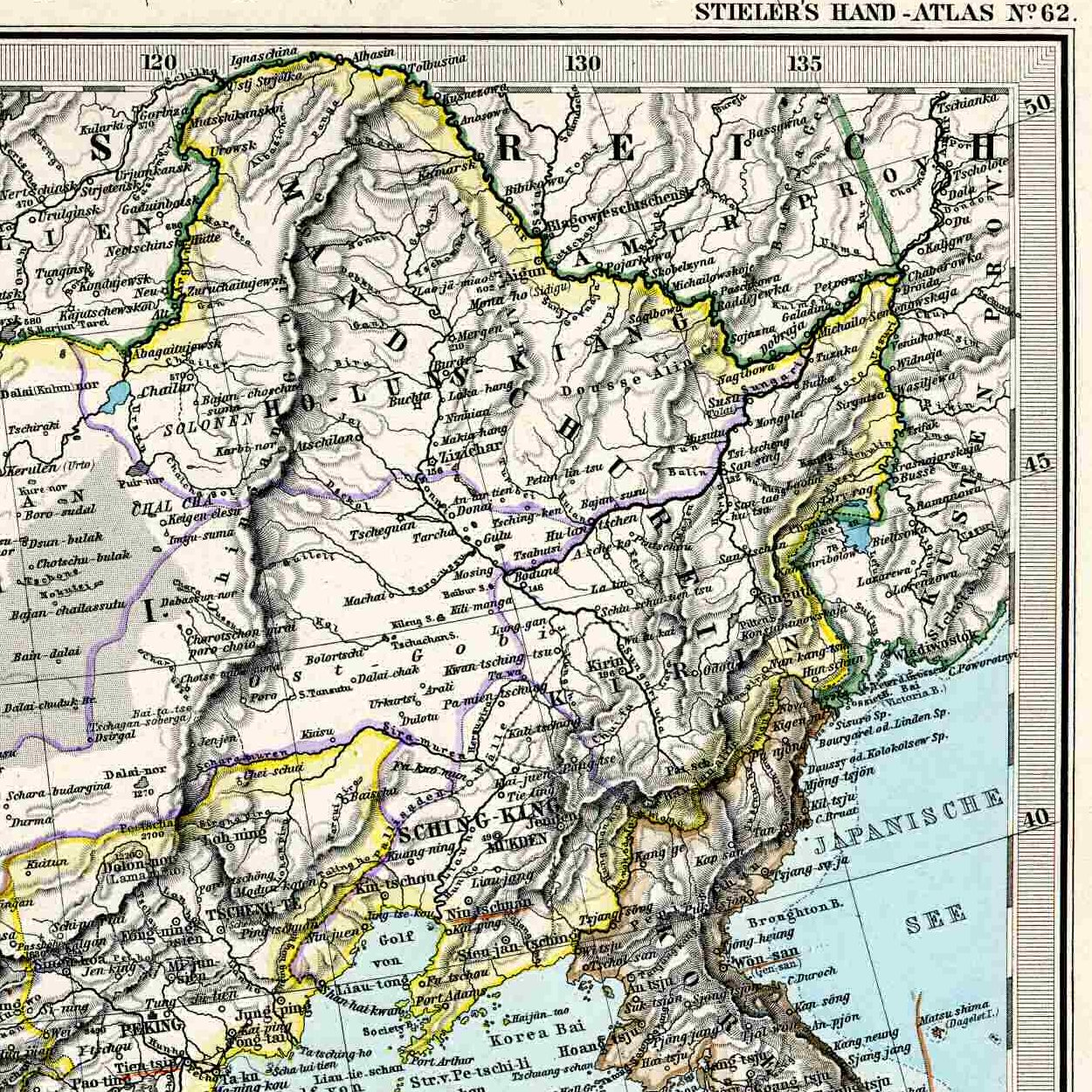
Dondon trên bản đồ năm 1891.

Anyuy (tiếng Nga: река Аню́й), cũng gọi là Onyuy (Онюй) hay Dondon (Дондон) là một sông tại vùng Khabarovsk tại Nga. Đây là chi lưu hữu ngạn của sông Amur. Sông khởi nguồn từ sườn Tordoki Yani thuộc dãy Sikhote-Alin, và đổ vào Amur giữa Khabarovsk và Komsomolsk-on-Amur.
Chiều dài sông Anyuy là 393 km. Diện tích lưu vực sông là 12.700 km². Sông Manoma là chi lưu chính của sông Anuyu.